# ناوكي نارو
ناوكي نارو (باليابانية: 鳴尾 直軌) (5 أكتوبر 1974 في إيواته في اليابان – )؛ هو لاعب كرة قدم ياباني سابق كان يلعب كمهاجم.

## وصلات خارجية
- ناوكي نارو على موقع رابطة كرة القدم اليابانية للمحترفين (اليابانية)
- ناوكي نارو على موقع قاعدة بيانات كرة القدم.إي يو (الإنجليزية)
- ناوكي نارو على موقع Soccerway.com (الإنجليزية)
- ناوكي نارو على موقع عالم كرة القدم.نت (الإنجليزية)